# Бекроним
Бекронимът (англ. backronym, от англ. back „обратно“ + акроним) е име, за което е използвана съществуваща дума, подбрана така, че да представлява акроним на впоследствие избрана фраза. Думата не е официално приета в българския език и не присъства в правописните речници.

## Използване
Създаването на бекроним е вид игра на думи. Понякога се използва в мнемониката с цел по-лесно запаметяване на дадена дума. Някой бекроними се създават на шега. Други се използват в маркетинга и политиката с цел получаване на привлекателни наименования.

## Примери
- BASIC (Beginner's All-purpose Symbolic Instruction Code — бълг. многоцелеви език от символни инструкции за начинаещи)
- USA PATRIOT Act (Uniting and Strengthening America by Providing Appropriate Tools Required to Intercept and Obstruct Terrorism Act of 2001)
- SOS (Save Our Souls — бълг. Спасете нашите души)

## Произход на думата
Думата е комбинация от back (от англ. обратно) и акроним. За пръв път се среща в печатен източник през ноември 1983 в месечния конкурс за неологизми на вестник Вашингтон Пост.